# Союз-18а
Союз-18а або Союз-18-1 — космічний корабель (КК) серії «Союз». Суборбітальний політ. Планувався політ до орбітальної станції «Салют-4». Корабель не отримав офіційний номер, оскільки в СРСР нумерувались кораблі, які здійснили орбітальний політ.

## Екіпаж
- Основний

Командир Лазарев Василь Григорович
Бортінженер Макаров Олег Григорович
- Дублерний

Командир Климук Петро Ілліч
Бортінженер Севастьянов Віталій Іванович
- Резервний

Командир Ковальонок Володимир Васильович
Бортінженер Пономарьов Юрій Анатолійович

## Політ
5 квітня 1975 року об 11:04:54 UTC з космодрому Байконур запущено КК «Союз-18а» з екіпажем Лазарєв/Макаров.
Другий ступінь ракети-носія не відокремився, і під час запуску двигуна третього ступеня стався вибух. Автоматична система відокремила спускний апарат (СА), і він здійснив аварійну посадку об 11:26:21 офіційно в Алтайських горах на засніженому схилі гори, на краю провалля, і почав скочуватись вниз. Парашут зачепився за рослинність, і капсула зупинилася за 152 метри до краю. Місце посадки корабля «Союз-18а» точно не відоме, але деякі джерела стверджують, що посадка здійснена в Монголії або Китаї.
Перевантаження при посадці становило понад 20 g.
Опинившись у засніжених горах при температурі −7 °C, космонавти вдягли рятувальні комбінезони. Лазарєв через побоювання, що приземлення сталося в Китаї, спалив документи, які стосувалися військових експериментів, запланованих на орбіті. Космонавти благополучно евакуйовані на вертольоті наступного дня після виявлення рятувальною бригадою і повернулися до Зоряного містечка, спускний апарат був доставлений через деякий час.
Космонавти не отримали преміальних 3000 рублів: їх давали лише за орбітальні польоти. Спершу оголосили, що космонавти витримали перевантаження без жодних наслідків. Володимир Шаталов, директор підготовки космонавтів, повідомив, що вони готові до наступних польотів. Однак наступні повідомлення стверджували, що Лазарев зазнав значних внутрішніх пошкоджень від сильних перевантажень у щільних шарах атмосфери. За часів Брежнєва дуже рідко в пресі повідомлялося про невдачі СРСР, тому перша радянська публікація про політ зроблена лише 1983 року в армійській газеті «Красное Знамя» («Червоний Прапор»).